# Danske Bank
Danske Bank (в пер. с дат. «Датский банк») — крупнейший коммерческий банк Дании, один из ведущих банков Северной Европы. Материнская компания Danske Bank Group. Штаб-квартира — в Копенгагене. Банк обслуживает более чем 5 миллионов розничных клиентов. Занимает 231 место в рейтинге Forbes Global 2000 (2014).
В 2011 году занял 454 место в рейтинге Fortune Global 500.
Около 21 % акций принадлежит A.P. Møller Holding, также являющегося одним из основных акционеров транспортной компании Maersk.

## История
Прародителями Danske Bank являются Northern Bank и Provinsbanken, созданные ещё в начале XIX века. В 1871 году ими был учреждён Den Danske Landmandsbank.
В течение XX века банк активно развивал сеть дочерних компаний, преимущественно в Северной Европе.
В 1990 году Handelsbanken, Provinsbanken и Den Danske Bank объединились в одну компанию Den Danske Bank. В это же время Danske Bank Group продолжила пополняться новыми членами из ряда датских, шведских и норвежских банков.
В 2000 году Den Danske Bank был переименован в Danske Bank.
В 2000-х годах Danske Bank Group стал крупнейшей финансовой группой Скандинавии и Северной Европы.
Власти Дании, Эстонии, Франции и Великобритании начали расследование, связанное с отмыванием денег в крупных размерах через Danske Bank. В 2018 году банк также столкнулся с уголовным расследованием со стороны Министерства юстиции Соединённых Штатов по делу, в результате которого поток денежных средств-нерезидентов в размере 200 млрд евро проходил через его филиал в Эстонии, который находился под надзором финансового регулятора Дании. Danske Bank был назван самым коррумпированным банком в 2018 году. В декабре 2022 года банк достиг соглашения с властями США и Дании, проводившими расследование об отмывании денег в Эстонии, в рамках которого обязан выплатить около $2 млрд правительствам обеих стран.

## Деятельность
С 15 ноября 2012 года все банки Danske Bank Group работают под одним названием.
Помимо Дании, представительства Danske Bank Group есть в 16 странах мира:
- Бельгия
- Великобритания
- Германия
- Индия
- Ирландия (ранее National Irish Bank)
- Китай
- Латвия
- Литва
- Люксембург
- Норвегия (ранее Fokus Bank)
- Польша
- Северная Ирландия (ранее Northern Bank)
- США
- Финляндия (ранее Sampo bank)
- Швеция (ранее Östgöta Enskilda Bank)
- Эстония (ранее Sampo Pank)

Обслуживает 3,8 млн частных клиентов. Около половины выручки даёт чистый процентный доход, 22 млрд из 42 млрд датских крон выручки в 2020 году, ещё 15 млрд составили комиссионные и плата за обслуживание, 5 млрд составил доход от торговых операций. Размер выданных кредитов составил 1,84 трлн крон, принятые депозиты составили 1,19 трлн крон. По кредитованию в Дании занимает 25,5 % рынка, в Финляндии 9,9 %, Норвегии 6,5 %, Швеции 5,4 %. По депозитам в Дании занимает 30,5 % рынка, Финляндии 11,8 %, Норвегии 7,8 %, Швеции 5,1 %.
Основные подразделения (после реорганизации в 2020 году):
- Personal & Business Customers — обслуживание частных лиц, малого и среднего бизнеса; выручка 23,4 млрд крон, из них 14 млрд в Дании (Banking DK) и 9,3 млрд в других странах Скандинавии (Banking Nordic)
- Large Corporates & institutions — обслуживание корпораций и финансовых институтов; выручка 14,4 млрд крон
- Danica Pension — пенсионное страхование; выручка 1,7 млрд крон
- Northern Ireland — деятельность филиала в Северной Ирландии; выручка 1,7 млрд крон[2].

В феврале 2015 года банк объявил, что прекращает в Дании выплачивать проценты по вкладам, вместо этого самим клиентам придётся доплачивать за хранение денег на депозите. В Феврале 2019 года Danske Bank объявил о прекращении банковской деятельности в России и странах Балтии. Причиной этому стали обвинения в незаконном отмывании денег в Эстонии, а также желание банка уйти от скандала и сосредоточиться на внутреннем рынке.